# Kali fulminat
Kali fulminat là một muối kali của axit fulminic. Bên cạnh các ứng dụng trong hóa học, cách sử dụng khác của nó là trong các bộ gõ mũ cho đầu súng.
Kali fulminat thường được cho phản ứng bằng hỗn hống của kali và thủy ngân fulminat, hỗn hợp này ổn định do liên kết ion giữa kali và cacbon bền vững hơn liên kết cộng hóa trị yếu giữa thủy ngân và cacbon trong thủy ngân fulminat.